# Ser domowy smażony

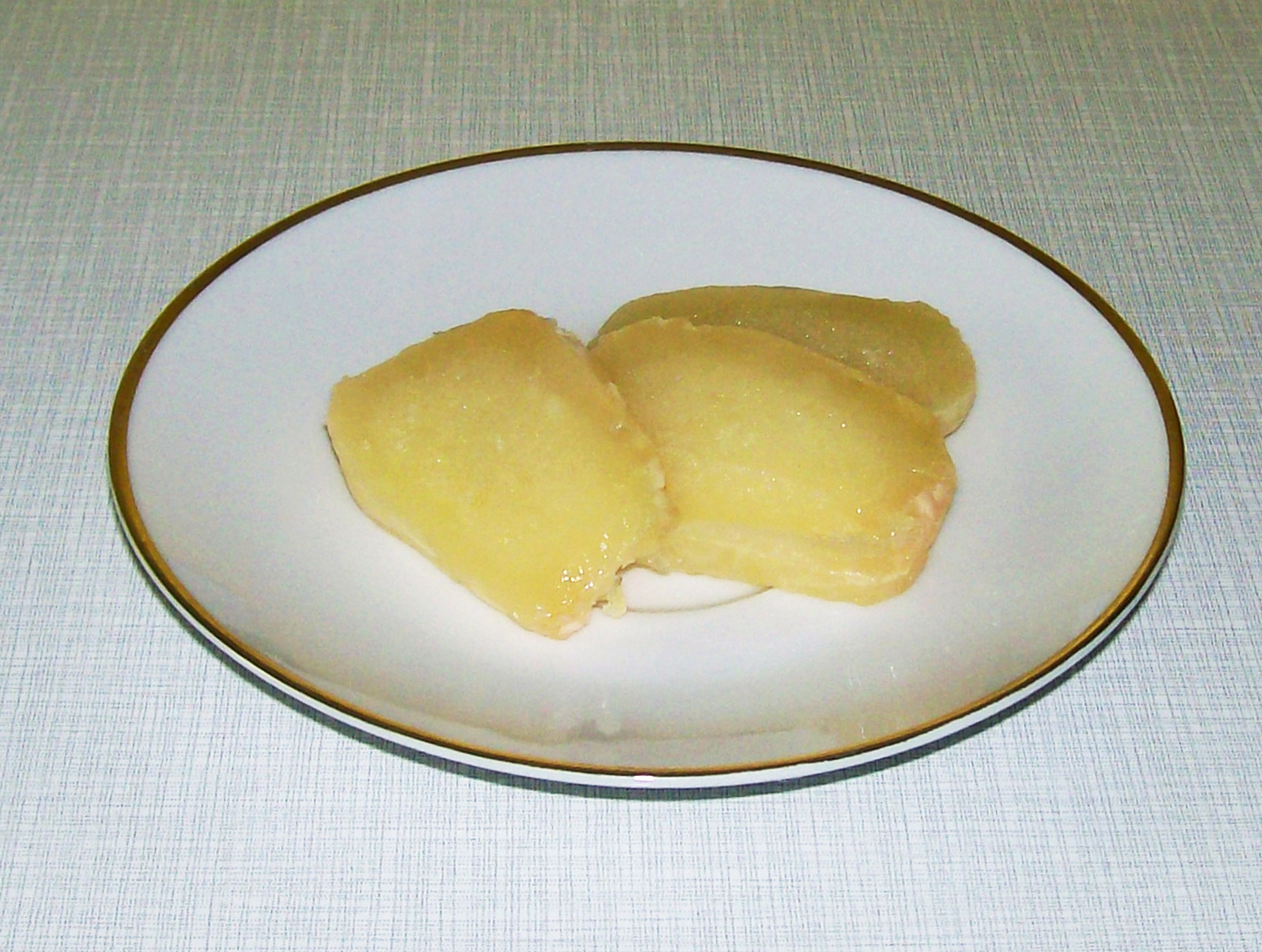
Ser smażony

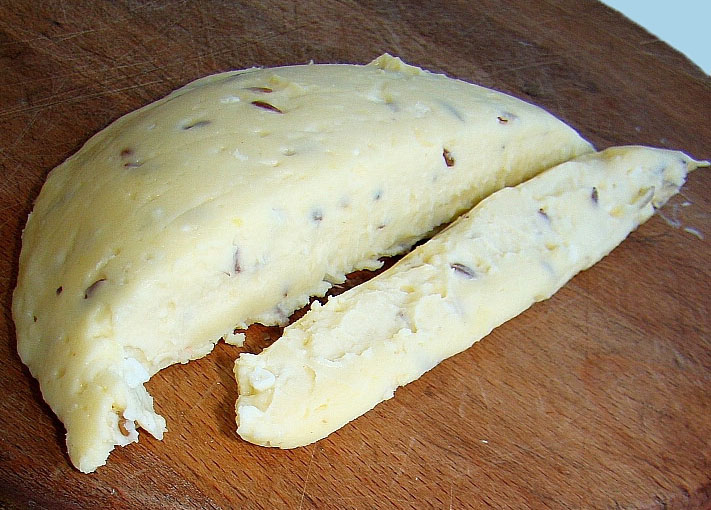
Ser topiony z kminkiem

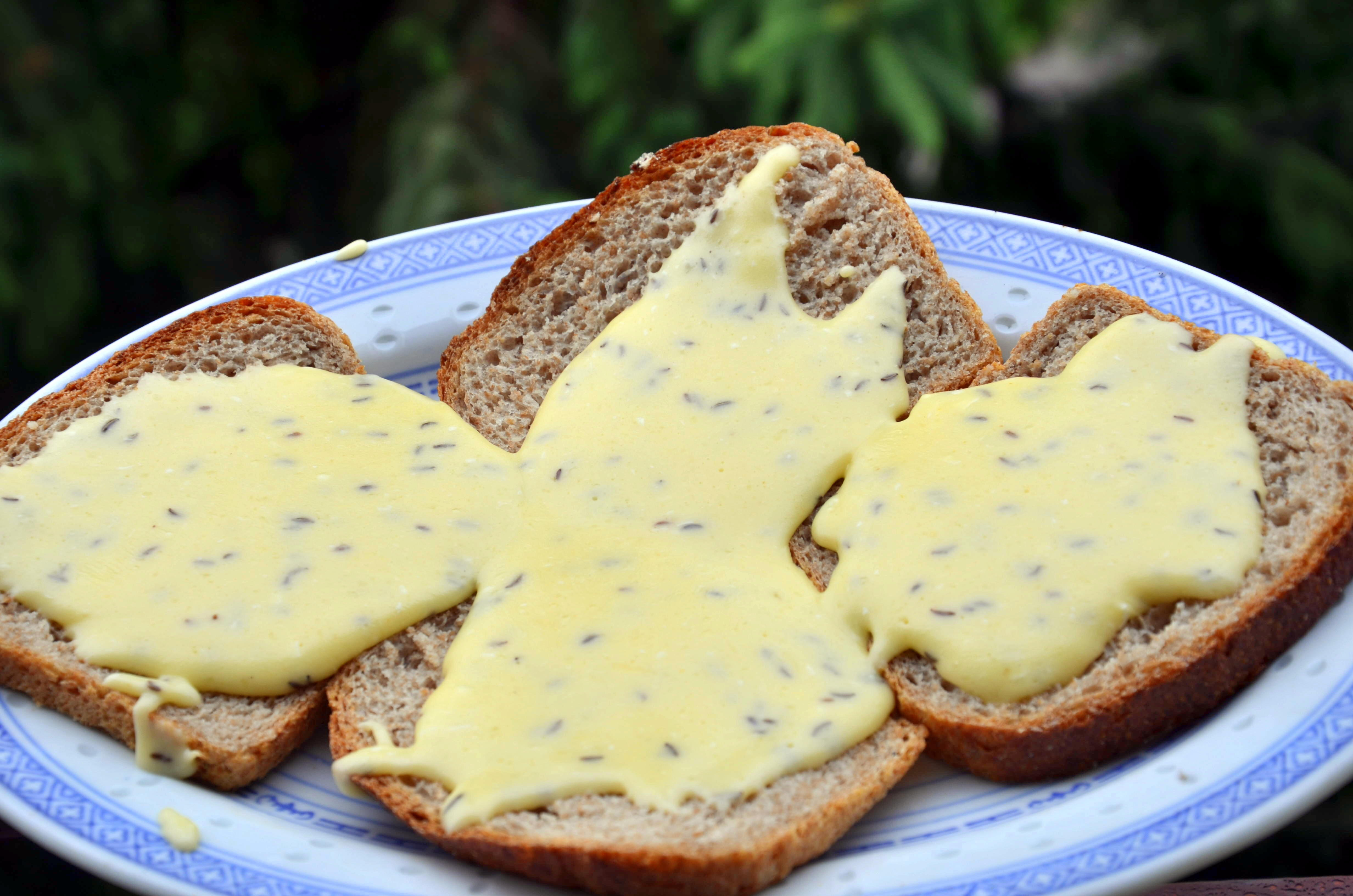
Kanapki z serem gotowanym z kminkiem

Ser domowy, ser zgliwiały, ser smażony (śl. Hauskyjza, niem. Hauskäse) – popularny w kuchni niemieckiej, śląskiej, wielkopolskiej i galicyjskiej;  ser wytwarzany z dojrzałego (zgliwiałego) twarogu z mleka krowiego. W Czechach zbliżoną formę mają serki ołomunieckie.
Twaróg pokruszony i posolony pozostawiany jest w ciepłym miejscu, aż do uzyskania charakterystycznego ostrego zapachu i ciągnącej konsystencji. Czasem dla przyśpieszenia procesu gliwienia dodawana jest soda oczyszczona. Następnie  jest on w zależności od lokalnego zwyczaju, gotowany, często na łaźni wodnej, lub smażony na maśle. Jako tradycyjna przyprawa stosowany jest kminek, ale dodawane bywają też majeranek, pieprz, papryka, cząber. Pod koniec obróbki termicznej dodawane są żółtka jaj i całość po dokładnym wymieszaniu wlewana jest do foremek jako gotowy już produkt. Niektóre przepisy zalecają używanie całych jajek.
W zależności od wilgotności twarogu, ilości użytego masła i żółtek ser może mieć po wystygnięciu konsystencję pomazankową lub półtwardą. Charakteryzuje się ostrym, charakterystycznym zapachem, smakiem i żółtawą barwą.
Niektórzy smakosze cenią szczególnie ten ser przed wystygnięciem, spożywając go w sposób podobny do fondue.

## Lista produktów tradycyjnych (Polska)
Na Liście produktów tradycyjnych Ministerstwa Rolnictwa i Rozwoju Wsi znajdują się następujące smażone sery twarogowe:
- „Ser domowy – zależok” – województwo śląskie, wpisano na listę w kwietniu 2008[2]
- „Ser domowy smażony z kminkiem, z czosnkiem, bez przypraw” – województwo opolskie, wpisano na listę w październiku 2005[3],
- „Ser smażony z kminkiem” – województwo kujawsko-pomorskie, wpisano na listę w lipcu 2005[4]
- „Ser topiony na parze z kminkiem” – województwo pomorskie, wpisano na listę w czerwcu 2011[5]
- „Wielkopolski ser smażony” – województwo wielkopolskie, wpisano na listę w listopadzie 2005[6] (tradycyjną recepturę opisano po raz pierwszy w jednej z wydanych w Poznaniu książek kucharskich w 1899)[7].